# Bull Dog (häst)
Bull Dog, född 1927, död 1954, var ett franskfött engelskt fullblod, mest känd för att ha varit ledande avelshingst i Nordamerika (1943) och ledande avelsmorfader i Nordamerika (1953, 1954, 1956).

## Bakgrund
Bull Dog var en brun hingst efter Teddy och under Plucky Liege (efter Spearmint). Bull Dog föddes upp och ägdes av Capt. Jefferson Davis Cohn. Han tränades under tävlingskarriären av Robert Denman.
Bull Dog tävlade mellan 1929 och 1930, och sprang totalt in 7 802 dollar på 8 starter, varav 2 segrar och 1 andraplats. Han tog karriärens största segrar i Prix Daphnis (1930) och Prix La Flèche d'Or (1930).

## Karriär
Som tvååring kom Bull Dog på andra plats i Prix Robert Papin på Maisons-Laffitte Racecourse. Som treåring vann han 1930 Prix Daphnis och Prix La Flèche d'Or. Han kom dock att bli mest ihågkommen för sina prestationer utanför tävlingsbanorna.

### Som avelshingst
Bull Dogs helbror Sir Gallahad importerades till USA och blev en oerhört viktig avelshingst. Han utsågs både till ledande avelshingst i Nordamerika fyra gånger och ledande avelsmorfader i Nordamerika hela 12 gånger. På grund av sin omedelbara framgång köpte amerikanen E. Dale Schaffer Bull Dog i slutet av 1930 och förde honom till USA för att stalla upp honom som avelshingst vid Coldstream Stud i Lexington, Kentucky.
Som avelshingst blev Bull Dog ledande avelshingst i Nordamerika 1943 och ledande avelsmorfader i Nordamerika 1953, 1954 och 1956. Bull Dog avled på Coldstream Stud 1954 efter att ha blivit far till hästar som kom att vinna 52 stakeslöp. Hans mest betydelsefulla avkomma var hingsten Bull Lea, som blev en mycket inflytelserik avelshingst för Kentuckys berömda Calumet Farm. Bull Lea är bland annat far till 1948 års amerikanska Triple Crown-vinnare, Citation.